# Saint-Martin-de-Lixy
Saint-Martin-de-Lixy – miejscowość i gmina we Francji, w regionie Burgundia-Franche-Comté, w departamencie Saona i Loara.
Według danych na rok 1990 gminę zamieszkiwało 95 osób, a gęstość zaludnienia wynosiła 23 osoby/km² (wśród 2044 gmin Burgundii Saint-Martin-de-Lixy plasuje się na 815. miejscu pod względem liczby ludności, natomiast pod względem powierzchni na miejscu 1283.).